# Schmardau
Schmardau ist ein Ortsteil der Gemeinde Göhrde im Landkreis Lüchow-Dannenberg in Niedersachsen.

## Geographie
Der Ort liegt sechs Kilometer südöstlich von Göhrde.

## Geschichte
Für das Jahr 1848 wird angegeben, dass Schmardau sechs Wohngebäude hatte, in denen 46 Einwohner lebten. Zu der Zeit war der Ort nach Hitzacker eingepfarrt, die Schule befand sich in Bredenbock.
Am 1. Dezember 1910 hatte Schmardau als eigenständige Gemeinde im Kreis Dannenberg 38 Einwohner. Am 1. Juli 1972 wurde die bis dahin selbständige Gemeinde in die Gemeinde Metzingen eingemeindet, die am  29. Januar 1976 in Gemeinde Göhrde umbenannt wurde.